# Mezőzsadány
Mezőzsadány (Corneşti, Temes megye, Románia) falu Romániában, Temes megyében, Orczyfalva beosztott falva.

## Történet

### A bronzkori földvár
A földgyűrűk az 1723-25. évi Mercy-féle térképen tűnnek fel először, Ezt követően pedig az összes katonai térképen felfedezhetőek egészen az első világháború végéig, 1918-ig. A földsánc feltűnik a Francisco Griselini által 1779-1780 között megrajzolt térképen is. Griselini volt az első, aki a bánáti fölvárak egy részéről avar kori eredetet feltételezett. 1877-től kezdték el szorgalmazni az ásatásokat és kutatásokat a településen. Első ismertetője Pech József volt.
Ezt követően három elképzelés alakult ki az erődítmény eredetével kapcsolatosan. Az egyik elképzelés avar erődítményt sejt, mely körülbelül 200 éven keresztül Közép-Európa legerősebb erődítménye lehetett, komoly veszélyt jelentve Konstantinápoly számára is. 1933-tól bronzkori erődítmény feltárása címén kezdték el az ásatásokat több ponton. A munkálatoknak azonban véget vetett a második világháború. A harmadik teória Kanadából érkezett és Atilla király egykori birodalmi székhelyét véli felfedezni Zsadányban. Priszkosz rhétor, Atilla udvarába delegált kelet-római diplomata feljegyzéseit véve alapul ugyanis Zsadányt azonosítják megérkezési helyszínként.
A feltárásokat 1989-ben kezdték el újra, s mindaddig úgy tűnt, az erődítményt három földvár védi. A 2006-ban felújított kutatások során 2009-ben azonban légi felvételekről azonosítottak egy negyedik gyűrűt is.
A régészek 3500 évesre becsült, Európa legnagyobb bronzkori erődítményének maradványait hozták a felszínre, amely 1800 hektáron terül el és négy gyűrű alakú földvár védi.

### Mezőzsadány későbbi története
Eredetileg a temesi várhoz tartozó királyi várbirtok volt, melyet II. András 1230 előtt a Csák nembeli Miklós ispánnak adományozott. IV. Béla azonban - még trónörökösként - 1230-ban Zsadányt is elvette Miklós ispántól. Említi a községet egy 1318-as oklevél is. Az 1332-37. évi pápai tizedjegyzékben - Zadan és Sadan alakban - már egyházas helyként fordul elő. A 15. században a csanádi káptalan birtoka, s az 1561-es adóösszeírás alkalmával is a csanádi káptalan csanádvármegyei birtokaként szerepelt. Az 1717. évi kamarai jegyzékben - Tchadan alakban - a temesvári kerületben szerepelt, 10 házzal. Az 1723-25. évi gróf Merczy-féle térképen még lakott helységként van feltüntetve, de az 1761. évi hivatalos térképen már csak puszta, míg 1783-ban ismét lakott.
1781-ben gróf Saurau János vásárolta meg a kincstártól. 1804-1848-ig a báró Lo-Presti-család volt a földesura. 1848-1869-ig báró Lo-Presti Lajos, 1869-1874-ig Monostori Barinyay János, 1874-től Mercyfalvi és Zsadányi Féger Ferenc volt a legnagyobb birtokosa.
A görögkeleti templom 1832-ben épült. 1875-ben hatalmas meteor esett itt le, mely a temesvári reáliskola múzeumába került.